# تشابال نغانها
تشابال نغانها هو بركان طبقي على هضبة نغاونديري، وهي منطقة المرتفعات في منطقة آداماوا في الكاميرون.

## موقع
تشابال نغانها هو بركان مركب كبير يقع داخل حقل نغاونديري البركاني في شرق هضبة آداماوا. وهو البركان الطبقي الوحيد في هذا المجال. البركان يرتفع حوالي 1,000 متر (3,300 قدم) فوق الهضبة المحيطة على ارتفاع 1,927 متر (6,322 قدم) في جبال دواتايا Doïtaïa . 